# Michał Ruciak
Michał Zygmunt Ruciak est un joueur polonais de volley-ball né le 22 août 1983 à Świnoujście (voïvodie de Poméranie occidentale). Il mesure 1,90 m et joue passeur. Il totalise 154 sélections en équipe de Pologne.

## Biographie
Il a reçu la Croix de Chevalier de l'Ordre Polonia Restituta, décernée par le président Lech Kaczyński et remise par Donald Tusk.

## Clubs
| Club                   | De        | À         |
| ---------------------- | --------- | --------- |
| Skra Bełchatów         | 2003-2004 | 2003-2004 |
| AZS Olsztyn            | 2004-2005 | 2007-2008 |
| ZAKSA Kędzierzyn-Koźle | 2008-2009 | ...       |

## Palmarès
- Ligue mondiale (1)
  - Vainqueur : 2012
- Coupe du monde
  - Finaliste : 2011
- Championnat du monde des moins de 21 ans (1)
  - Vainqueur : 2003
- Championnat d'Europe (1)
  - Vainqueur : 2009
- Championnat d'Europe des moins de 19 ans
  - Finaliste : 2001
- Coupe de la CEV
  - Finaliste : 2011
- Championnat de Pologne
  - Finaliste : 2005, 2011, 2013
- Coupe de Pologne (1)
  - Vainqueur : 2013
  - Finaliste : 2004, 2011